# تبار پوسته‌نشین
تبار پوسته‌نشین (نام علمی: Scolytini) نام یک تبار از زیرخانواده سوسک‌های پوسته‌نشین است.